# LIFULL
株式会社LIFULL（ライフル、英: LIFULL Co., Ltd.）は、東京都千代田区に本社を置き、住宅・不動産ポータルサイト「LIFULL HOME'S」などの企画・運営を行う日本の不動産テック企業である。
東証プライム上場。楽天グループの持分法適用会社。

## 概要
「LIFULL」という社名は、お客様の暮らしを見つめて、新たな人生のスタートの架け橋となり、新生活のお手伝いをするという問いかけの意味合いを持つ。
井上高志氏が、1997年に今のサラリーマン生活では、自分の目指す仕事はできないとして「LIFULL」を立ち上げた。住宅・不動産情報ポータルサイト「HOME'S（現・LIFULL HOME'S）」を中心に事業を展開。ニーズが増えている。建設需要の低下や少子高齢化などの社会問題に直面している事もあり、2017年4月に社名を「LIFULL」へ変更をした。グループ子会社名やサービスブランドを「LIFULL」に統合 した。グループ会社として株式会社LIFULL senior、株式会社LIFULL SPACE他、10数社 を展開、グループ会社「LIFULL CONNECT」を通じて世界63ヶ国 に展開する 企業である。
ブランディングの取り組みを評価する「Japan Branding Awards 2021」において、最高賞となる「Best of the Best」を受賞 した。

## 沿革
- 1997年（平成9年）3月 - 神奈川県横浜市にて、不動産物件情報を無料閲覧できるサービス業務を目的として株式会社ネクストを設立[official 5]。
- 1999年（平成11年）12月 - 本社を東京都渋谷区へ移転。
- 2001年（平成13年）7月 - 本社を東京都中央区へ移転。
- 2002年（平成14年）1月 - 楽天株式会社と資本提携[4]。
- 2004年（平成16年）3月 - 本社を東京都中央区新川へ移転。
- 2005年（平成17年）4月 - 大阪市北区に大阪支店を開設。株式会社イースマイを吸収合併[5]。
- 2006年（平成18年） 
  - 2月 -情報セキュリティマネジメントシステム（ISMS）の認証を取得。本社を東京都中央区晴海へ移転。
  - 6月 - 福岡市中央区に福岡支店を開設。
  - 10月 - 東京証券取引所マザーズへ上場[official 5]。
- 2007年（平成19年）
  - 2月 -御崎公園球技場のネーミングライツを取得。同スタジアムはFIFA（国際サッカー連盟）主催国際試合を除き、「ホームズスタジアム神戸」に名称変更[official 6]
  - 伊藤忠商事株式会社との共同出資により、注文住宅・リフォーム事業における新会社・株式会社ウィルニックを設立。
  - 物件管理・顧客管理システムのASP事業を手掛ける株式会社レンターズを株式交換により完全子会社化。
  - 情報セキュリティマネジメントシステム「ISO27001」の認証を取得。
  - 7月 - 日本総合信用保障株式会社から家賃保証事業を譲り受け、家賃保証事業に参入。同時に株式会社ネクストフィナンシャルサービス（現・エルズサポート）を設立した。
- 2008年（平成20年）6月 - 名古屋市西区に名古屋支店を開設した。
- 2010年（平成22年）
  - 3月12日 - 東京証券取引所1部に市場変更をした。
  - 7月‐株式会社ウィルニックを吸収合併をした。
  - 8月 - 株式会社ネクストフィナンシャルサービスの全株式を譲渡。家賃保証事業を撤退をした。
- 2011年（平成23年）
  - 1月 - 本社を東京都港区へ移転した。
  - 2月 - 東京大学との産学連携企業である株式会社リッテルを完全子会社化[official 7] を結んだ。
  - 3月 - 株式会社ネクストを存続会社とし、株式会社リッテルを吸収合併した。
- 2013年（平成25年）4月 - 中国での不動産情報サービス事業から撤退した。
- 2014年（平成26年）11月 - Trovit社を完全子会社化[official 8]。
- 2015年（平成27年）
  - 2月 - コミュニケーションアプリ「Lifull FaM」の提供を開始。
  - 5月 - 株式会社アクセリオン（現・株式会社LIFULL Marketing Partners）を連結子会社化[official 9]。
  - 7月 -
    - 介護ポータル事業を分割し、株式会社LIFULL Seniorを設立。
    - 引越しポータル事業を分割し、株式会社LIFULL MOVEを設立
    - 金融関連サービス事業を分割し、株式会社LIFULL FinTechを設立
    - トランクルームポータル事業を分割し、株式会社LIFULL SPACEを設立[official 10]
- 2017年（平成29年）
  - 4月1日 - 株式会社LIFULLに商号変更。本社を東京都千代田区に移転[official 11]。
  - 10月 - 株式会社レンターズを吸収合併。
- 2019年（平成31年）1月 - 世界最大級のアグリゲーションサイトを運営する「Mitula Group Limited」を完全子会社化。
- 2021年（令和3年）
  - 4月 - 株式会社LIFULL FaMを吸収合併。
  - 9月 - 東京証券取引所の新市場区分により「プライム市場」を選択。
  - 10月 - 埼玉県横瀬町、JAちちぶと、横瀬町の遊休資産等の利活用による地域活性化に関する連携協定を締結。
  - 11月 - 「一般社団法人ナスコンバレー協議会」発足。
  - 12月 - 「Japan Branding Awards 2021」において、最高賞となる「Best of the Best」を受賞。
- 2022年（令和4年）　
  - 10月1日 - 株式会社LIFULL Marketing Partnersを株式会社デジタルアイデンティティに株式譲渡。株式会社DI Marketing Partnersへ商号変更。
- 2023年（令和5年）
  - 3月 -  LIFULL TECH MALAYSIA SDN. BHD.設立
  - 8月 - 横浜市と「横浜市の居住促進に関する基本協定」を締結。
  - 12月 - 井上高志が代表取締役会長に就任。伊東祐司が代表取締役社長に就任。
- 2024年（令和6年）
  - 3月 - 埼玉県秩父郡小鹿野町と「地域活性化に関する包括連携協定書」を締結。

## 店舗・施設
- LIFULL HUB - コワーキングスペース
- LIFULL Table - 飲食店・レンタルスペース

## CM出演者
- 平成ノブシコブシ（2012年）
- バナナマン（2013年 - 2014年）
- 二宮和也（2015年 - 2016年）[6]
- 岡田結実（2016年 - 2018年）
- 村上虹郎（2017年）企業CM。CMソングを実母であるUAが担当した[official 12][7]。
- 水原希子（2017年）
- 長友佑都（2018年 - ）[8]
- 本田翼（2019年 - 2022年1月）
- 川口春奈（2022年1月14日 - ）
- 山里亮太（2022年)

WEB動画
- 木村清（「すしざんまい」などを運営する喜代村代表取締役）（2023年）
- 秋葉弘道（スーパーマーケット・アキダイ代表取締役）（2024年）[9]

## 子会社・関連会社・関連事業

### 不動産・住宅関連情報

#### 個人向け
- LIFULL MOVE - 引越し一括見積り・Web予約サイトの運営
- LIFULL SPACE - レンタル収納検索サイトの運営
- PT. LIFULL MEDIA INDONESIA - 不動産ポータルサイト、リフォーム・内装サイト、菓子・化粧品のサンプリングサイト、インドネシアでビジネスをする日本人向けの不動産紹介事業の運営
- LIFULL CONNECT - 不動産・住宅、中古車、求人、通販等の情報を集めたアグリゲーションサイトの運営

### 暮らし・その他の情報サービス
- LIFULL senior - 老人ホーム・高齢者住宅検索サイトの運営
- LIFULL 地方創生 - 空き家の活用を軸とした地方創生事業

### その他
- LIFULL bizas - バックオフィス業務、コールセンター業務の受託
- LIFULL 不動産クラウドファンディング - クラウドファンディングプラットフォームの運営
- LIFULL Tech Vietnam - 開発・制作会社
- LIFULL TECH MALAYSIA - 開発・制作会社
- LIFULL ALT-RHYTHM - D.LEAGUEのチーム

## テレビ番組
- 日経スペシャル カンブリア宮殿 日本最大級"住宅サイト" 古い業界を一変させる戦い（2023年6月15日、テレビ東京）- 社長 井上高志出演[10]。

## 書籍

### 関連書籍
- 『「普通の人」が上場企業をつくる40のヒント 人生のスイッチをONにしよう』（著者:井上高志）（2006年11月16日、ダイヤモンド社）ISBN 9784478321232
- 『わたし、家を買えますか？ 無理じゃない！知識ゼロからはじめる理想の家づくり』（著者:うだひろえ、監修:LIFULL HOME'S 住まいの窓口）（2021年6月17日、KADOKAWA）ISBN 9784046804549